# 所詮
所詮（しょせん）は、日本語の二字熟語の一つ。仏教においての用語、古語でもある。

## 現代語としての所詮
現代使われる所詮には、「結局」「どうせ」の意味がある。口頭で頻繁に使われ、あまり文章で使われることはない。

## 仏教用語としての所詮
仏教用語としての反意語は能詮。
仏教には数多くの経典があり、これらの経典によって解き明かされる内容のことが意味される。そして文字などのこの内容を明らかにしているものを能詮と言う。所詮の「所」は、されるという受身をあらわす。所詮の「詮」はつまるところを意味する詮ずるところである。
最も古い使用された例は、908年に本朝文粋で菅原淳茂が用いていたこと。つまるところを意味して副詞のように用いていた。
所詮の意味が確かになるのは、平安遺文などが書かれた平安時代になる。この時代もつまるところを意味し、不都合なことが起きた場合にこの事を述べた次に所詮を置き、この所詮の次に結論を述べている例が多く見られる。
鎌倉時代からは結局を意味する言葉として多く用いられていた。この時代から現在の意味用法のように用いられている。鎌倉時代の文学作品には用いられておらず、古文書、下知状、申文、陳状で多く見られる。